# نشویل (فیلم)
نشویل (به انگلیسی: Nashville) فیلمی موزیکال به کارگردانی رابرت آلتمن با بازی ند بیتی است. این فیلم برندهٔ جوایز گوناگونی شد و فهرست ملی ثبت فیلم آن را برای نگهداری برگزید. نشویل به عنوان یکی از بهترین فیلم‌های رابرت آلتمن شناخته می‌شود.

## مضامین
آلتمن مهم‌ترین نظر خود درباره ماهیت جامعه آمریکا را در این فیلم ارائه داد.
نشویل در معنای سنتی فاقد یک خط داستانی مشخص است. این فیلم زندگی ۲۴ شخصیت مختلف را در پنج روز پیش از برگزاری یک گردهمایی سیاسی در پارتنون شهر نشویل دنبال می‌کند. این گردهمایی به حمایت از نامزد ریاست‌جمهوری حزب "تعویض" (Replacement Party)، هال فیلیپ واکر برگزار می‌شود؛ فردی که شعار انتخاباتی طعنه‌آمیزش این است: "ریشه‌های جدید برای ملت".
شخصیت‌های فیلم همگی از قشرهای مختلف جامعه هستند، اما همه‌ی آن‌ها یک هدف مشترک دارند: یا می‌خواهند به شهرت برسند، یا تلاش می‌کنند شهرت خود را حفظ کنند، به‌ویژه در دنیای موسیقی کانتری که در معنای گسترده‌تر، نمادی از فرهنگ رسانه‌ای توده‌ای آمریکا است.
در پایان فیلم، سرنوشت همه‌ی شخصیت‌ها در گردهمایی سیاسی به هم گره می‌خورد؛ جایی که یک جوان قاتل که برای ترور واکر آمده است، به‌جای او یکی از ستاره‌های موسیقی را به قتل می‌رساند. پالین کیل درباره‌ی این فیلم می‌گوید:
"نشویل یک موزیکال کانتری-وسترن است؛ یک جستار مستند درباره‌ی نشویل و زندگی آمریکایی؛ تأملی بر رابطه‌ی عاشقانه‌ی میان هنرمندان و تماشاگران؛ و در عین حال یک مهمانی آلتمنی."
بااین‌حال، نشویل همچنین فیلمی است که نشان می‌دهد چگونه رسانه‌های سرگرمی و سیاست ملی آمریکا—که تقریباً از هم قابل تفکیک نیستند—مدام تلاش می‌کنند تا مردم را از نابرابری‌های گسترده‌ی اجتماعی و خشونت‌های تاریخی این کشور منحرف کنند.